# 9P/Темпеля
Комета Темпеля 1 (9P/Tempel) — короткопериодическая комета из семейства Юпитера, которая была открыта 3 апреля 1867 года немецким астрономом Эрнстом Темпелем в Марсельской обсерватории, когда комета медленно двигалась по созвездию Весов. Она была описана как слабый диффузный объект, с диаметром комы в 5 ' угловых минут. Комета интересна тем, что стала объектом исследования сразу двух космических аппаратов: сначала, для изучения состав ядра, на комету был сброшен металлический ударник в рамках миссии Дип Импакт, а затем аппарат Стардаст с пролётной траектории изучил последствия столкновения. Комета обладает довольно коротким периодом обращения вокруг Солнца — чуть менее 5,6 года.
- Орбита кометы Темпеля 1 и её положение в Солнечной системе

## История наблюдений
1867 год стал одним из самых удачных для наблюдения кометы: сначала 15 мая комета подошла к Земле на рекордные 0,568 а. е., а затем 24 мая прошла точку перигелия в 1,562 а. е. от Солнца. В результате, многочисленные наблюдения охватили период почти в 5 месяцев. Последний раз в этом году комету видели 27 августа, когда она была уже слишком слабой для измерения её координат. Общая оценка магнитуды в те годы ещё не проводилась, но оценки яркости её ядра в середины мая достигали 10,5 m звёздных величин. Примерно в это же время удалось установить короткопериодический характер кометы и определить период её обращения вокруг Солнца в 5,68 года.
Условия для наблюдения кометы во время её возвращения 1873 года были лишь немногим хуже, чем в 1867 году. Комета была восстановлена 4 апреля и наблюдалась вплоть до 1 июля. Аналогичные условия были в 1879 году, но поздняя Луна внесла коррективы в график наблюдений и комета была восстановлена лишь 25 апреля. В этот год наблюдения продолжались вплоть до 8 июля.
1881 год ознаменовался первым относительно серьёзным изменением орбиты, которое произошло после сближения с Юпитером (0,55 а. е.), что сократило период обращения до 6,5 лет. Из-за этого комета оказывалась в удобной позиции для наблюдения лишь в каждое второе возвращение. Кроме того,  гравитационное влияние Юпитера отодвинуло перигелий кометы дальше от Солнца — с 1,8 до 2,1 а. е., что заметно уменьшило блеск кометы. Всё это привело к тому, что начиная 1898 года, комета несколько десятилетий не наблюдалась и считалась потерянной.
Исследование причин исчезновения этой кометы было проведено английским астрономом Брайаном Марсденом в 1963 году. Ему удалось установить, что комета ещё дважды сближалась с Юпитером — в 1941 (0,41 а. е.) и в 1953 (0,77 а. е.) годах, что сократило расстояние перигелия и орбитальный период до значений меньших, чем они были в год открытия. На основании этих данных он установил, что следующие возвращения кометы произойдут в 1967 и в 1972 годах. Несмотря на то, что расположение кометы в 1967 году обещало быть далеко не самым удачным, американскому астроному Элизабет Рёмер удалось 8 июня 1967 года получить 30-минутную фотографию кометы с помощью 154-см телескопа. На фотографии был запечатлён объект 18,0 m звёздной величины, который хотя и двигался с предсказанной скоростью, находился в стороне от предсказанной области. Единственное изображение не давало чётких доказательств восстановления кометы, но начавшиеся дожди не позволили продолжить наблюдения. Возвращение 1972 года, напротив, было крайне благоприятным. Комета была восстановлена 11 января в обсерватории Стюарда и в конце мая достигла максимальной магнитуды в 11,0 m. Комета активно наблюдалась вплоть до 10 июля. Полученные данные позволили однозначно утверждать, что данная комета и комета 1967 года, являются возвращением кометы Темпеля 1. 
Начиная с 1972 года, комету восстанавливали при каждом её появлении, но период обращения приводил к чередованию благоприятных и неудачных возвращений. К примеру комета была крайне слабым объектом для наблюдения во время возвращения 1977 — 1978 годов, из-за чего наблюдалась лишь в нескольких крупных обсерваториях; однако, в 1983 году её блеск достигал значения 9,5 m, когда 1 мая она пролетала в 0,74 а. е. от Земли и была лёгкой мишенью для астрономов-любителей. После ещё одного слабого возвращения в 1987 — 1989 годах, комета снова достигла магнитуды 9,5 m в момент очередного сближения с Землёй (0,69 а. е.) 5 мая 1994 года. Возвращение 2000 года снова было слабым, в то время как возвращение 2004 — 2005 годов, напротив, сделало комету легко доступной для наблюдений,  опять же благодаря сближению с Землёй (0,71 а. е.) 3 мая 2005 года.
Чередование неблагоприятных и благоприятных возвращений будет продолжаться до 2022 года, пока 26 мая 2024 года очередное сближение с Юпитером (0,55 а. е.) не приведёт к изменению орбиты, — отодвинув перигелий с 1,54 до 1,77 а. е. от Солнца и увеличив период обращения до 6 лет. Это спровоцирует два неблагоприятных возвращения в 2028 и 2034 годах, после чего ещё одно сближение с Юпитером (0,91 а. е.) 7 апреля 2036 года отодвинет перигелий ещё дальше до 1,93 а. е., увеличив орбитальный период до 6,3 лет. Хотя столь же неблагоприятных возвращений как в 2028 году уже не ожидается, гораздо большее расстояние перигелия не позволит комете стать такой же яркой, как в 1983, 1994 и 2005 годах.

## Изучение с Земли
Миссия Дип Импакт вызывала огромный интерес у астрономов, поэтому за ходом её выполнения внимательно следили не только с помощью приборов самой миссии, но и с помощью космических телескопов на орбите Земли. К 2005 году благодаря телескопу Хаббл уже было установлено, что комета имеет размеры 7,6 км × 4,9 км, а благодаря инфракрасному телескопу Спитцер стало ясно, что альбедо ядра составляет всего около 4 %, а его скорость вращения равняется чуть менее двух суток. Космический телескоп XMM-Newton установил, что комета является источником слабого рентгеновского излучения.
14 июня 2005 года с космического орбитального телескопа «Хаббл» была сделана фотография выброса вещества (аномальный кометный хвост) из ядра кометы в направлении Солнца, причём «рукав» выброса растянулся более чем на 2000 км. Учёные предполагают, что по мере приближения к Солнцу под действием солнечного тепла на поверхности семикилометрового ядра кометы могла образоваться трещина, из которой начали вырываться пыль и газы. Не исключается и версия о том, что это тепло как раз, наоборот, разогрело стиснутые под ледяной поверхностью ядра газы и пыль и они прорвали верхнюю ледяную кору.

## Deep Impact
4 июля 2005 года в 9:52 по московскому времени в рамках миссии Дип Импакт на комету был сброшен 370-килограммовый ударник с медным сердечником. Целью данного эксперимента являлось изучение внутренних слоёв ядра и оценка времени его образования. Помимо этого, по мере приближения к ядру, ударник, оснащённый собственными двигателями и фотокамерой, непрерывно фотографировал поверхность. Последний снимок был сделан за три секунды до столкновения, которое произошло на скорости 10,6 км/с. В результате столкновения произошёл взрыв, кинетическая энергия которого была эквивалентна 4,8 тоннам тротила, что привело к образованию 150 м кратера и шестикратному увеличению яркости кометы. А спустя несколько минут после столкновения мимо ядра на расстоянии около 500 километров пролетел зонд и сделал снимки выброшенного шлейфа и ядра кометы в целом, но само место падения импактора оказалось скрыто под облаком пыли.
Результаты изучения состава выброшенного материала стали для учёных неожиданностью. Оказалось, что ядро содержало гораздо больше пыли и меньше льда, чем ожидалось. Водяной лёд был обнаружен на глубине 1 метра под поверхностью. В составе ядра были обнаружены глины и карбонаты, которые образуются в присутствии жидкой воды, а также кристаллические силикаты и натрий, который вообще редко встречается в космосе. Помимо этого было установлено, что внешние слои кометы на 75 % состоят из пустоты.

## Исследования космического аппарата Стардаст
Поскольку в рамках миссии Дип Импакт получить чёткие снимки последствий удара так и не удалось 3 июля 2007 года НАСА одобрило новое исследование кометы Темпеля 1 в рамках миссии КА «Стардаст». Преимуществом данного решения являлось то, что в ней использовался уже запущенный космический аппарат. На тот момент аппарат уже выполнил свою главную задачу, собрав образцы кометной пыли у кометы Вильда 2 и сбросив контейнер с образцами на Землю.
15 февраля 2011 года аппарат пролетел всего в 181 км от ядра кометы и сделал 82 снимка кометы, на некоторых из которых был обнаружен кратер от падения импактора. Как оказалось, кратер имел около 150 метров в диаметре и до 28 метров в глубину. В центре кратера образовалась небольшая насыпь из материала, упавшего обратно после столкновения. Сравнивая место падения до и после столкновения, учёным удалось получить более подробные сведения о составе и структуре ядра кометы.

## Галерея
- Снимок кометы 4 мая 2005 года в искусственных цветах
- Фото с КА Стардаст в феврале 2011 года
- Сравнение одного и того же участка в 2005 и в 2011 годах
- Детальный снимок поверхности кометы 2005 год